# Forever and a Day (canção de Kelly Rowland)
"Forever and a Day" é uma canção gravada pela cantora e compositora norte-americana Kelly Rowland. Foi composta por ela mesma em parceria com Andre Merritt, Samual Watters e Jonas Jeberg. Foi lançada pela editora discográfica Universal Motown a 20 de setembro de 2010 através da loja digital iTunes Store como o quarto single do terceiro trabalho de estúdio da artista, Here I Am (2011); mas é, porém, o segundo single da versão internacional do álbum, visto que a canção não aparece na versão disponibilizada para comercialização nos Estados Unidos. Foi produzida principalmente por Jeberg; no entanto, David Guetta co-produziu alguns elementos e contribuiu com arranjos. "Forever and a Day" marca a quinta vez em que Guetta e Rowland trabalham juntos em uma canção, após três canções em One Love (2009) e "Commander" (2010).
"Forever and a Day" foi reproduzida pela primeira vez em uma transmissão do programa Radio 1 Live Lounge da BBC Radio 1 a 18 de Agosto e internacionalmente a partir de 20 de Setembro de 2010, sendo considerada um acompanhamento de "Commander". Um vídeo musical dirigido por Sarah Chatfield foi lançado a 15 de Setembro. Inspirado no menu principal de um iPad, contém cenas de Rowland e seus amigos se divertindo em Los Angeles num dia de sol. Tanto o single quanto o vídeo foram avaliados positivamente pela crítica contemporânea, que elogiou as melodias europop e os riffs de guitarra.

## Antecedentes e lançamento
"Forever and a Day" é uma canção de ritmo acelerado com "riffs subtis de guitarra" e "palmas semelhantes às utilizadas em Glee" composta por Rowland, Jonas Jeberg, Andre Merrit e Sam Watters. Jeberg produziu a maior parte do tema nos estúdios Jeberg em Copenhaga. Inicialmente, Rowland revelou através do seu website que duas canções produzidas por Brian Kennedy e Jim Jonsin — "On and On" e "Take Everything", esta última com a participação de Pitbull — haviam cogitadas para lançamento como o segundo single internacional de Here I Am. Contudo, "Forever and a Day" acabou sendo reproduzida na BBC Radio 1 a 18 de Agosto de 2010, sendo assim introduzida no Reino Unido como o segundo single do disco. Foi enviada às estações de rádio de música urbana daquele país a 10 de Setembro, e às de música popular cinco dias depois. De princípio, o seu lançamento oficial no Reino Unido seria a 27 de Setembro, mas foi adiado para 4 de Outubro seguinte. Três dias depois, Rowland interpretou "Forever and a Day" ao vivo pela primeira vez no programa de televisão The Alan Titchmarsh Show.

## Recepção crítica
Becky Bain, escrevendo para o blogue Idolator, elogiou "Forever and a Day", afirmando que "Kelly arrasa totalmente no refrão, gritando 'DAAAAY!'. Se tivermos sorte, este será também um single nos EUA, mas sabemos que raramente os norte-americanos costumam gostar de músicas europop." Concordando com Bain na sua análise para o Digital Spy, Robert Copsey atribuiu a avaliação de quatro estrelas de um máximo de cinco, comentando que o desempenho é "nada menos que o esperado" e dizendo que "a canção pode não ser melhor que 'Commander', mas chega bem perto. Ela [usa] batidas que saltam mais rápido do que uma senhora mamuda em um jetski com potência alta. Isso tudo faz um outro tema pop infeccioso de discoteca no qual Kelly é agradavelmente directa com o seu parceiro." Entretanto, Rick Fullton, para o Daily Record, não esteve tão impressionado com a obra, declarando que não faz juz à personalidade "diva da dança" na qual Rowland tinha a intenção de se tornar em. Não obstante, um analista do StarObserver elogiou a remistura produzida por Antoine Clamarant, observando que "O DJ francês Antoine Clamaran tornou o ritmo moderado de K Row no hino de verão perfeito — com batidas assassinas, um refrão edificante e um vídeo adequadamente elegante."

## Vídeo musical

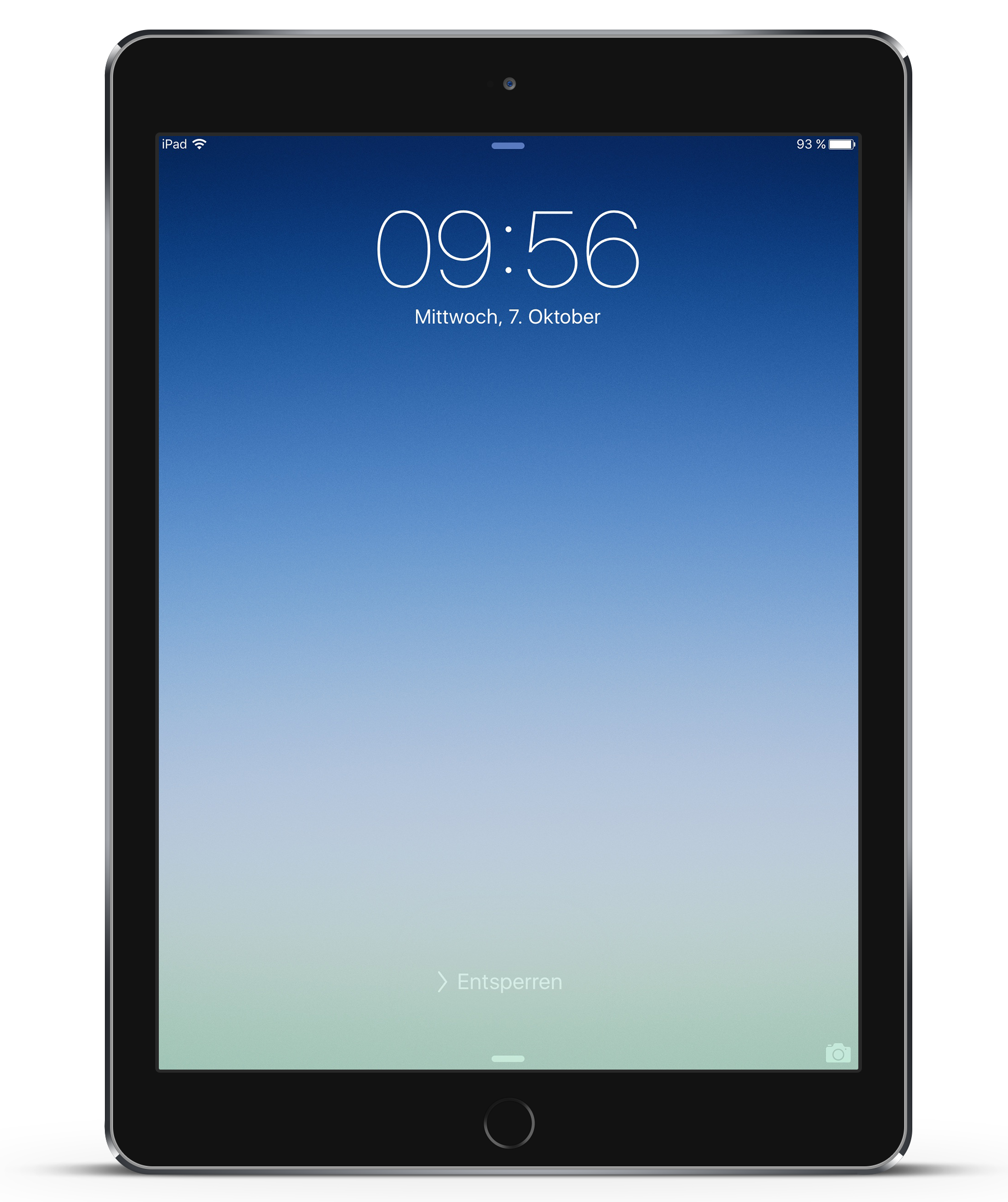
A interface de um iPad foi usada como o conceito do vídeo.

O vídeo musical foi filmado em Los Angeles ao longo do fim-de-semana de 20 a 22 de Agosto de 2010 sob realização da britânica Sarah Chatfield e estreou no Vevo a 15 de Setembro, tendo logo sido adicionado a vários canais de televisão do Reino Unido e disponibilizado para comercialização na iTunes Store seis dias depois. Em outros territórios, o seu lançamento aconteceu dez dias depois. Um vídeo musical para a remistura produzida por Antoine Clamaran foi lançado no Youtube do próprio a 8 de Dezembro de 2010. Steven Gottlieb, para o Video Static, afirmou ter ficado agradado pela clareza pela qual a interface de um iPad foi integrada no vídeo: "Logótipos são inseridos para desencadear várias edições; ajeitar as coisas com zoom in e [zoom] out, etc, etc."
Uma análise publicada no Idolator afirmou que o tema futurista poderia ter sido mais adequado para o vídeo de "Commander": "A diva pop continua a sua ascensão para a mulher crescida neste vídeo banhado pelo sol, fazendo bom uso de palmeiras, um conversível, e o horizonte de Los Angeles," comentando que Rowland tem "uma abordagem alegre tão casual [no vídeo] que quase parece que a equipa de filmagens apenas chegou por acaso e gravou um dia típico com as meninas." O autor concluiu que "é difícil imaginar melhores usos para uma tela de toque do que ficar o mais próximo possível da diversão despreocupada apresentada aqui." Gottlieb escreveu: "['Forever and a Day' é] um vídeo casual pop ensolarado que sofre uma reviravolta, ou uma chicotada, através de uma interface que é roubada do seu iPhone... Não é possivelmente o tipo de manipulação de dedo que alguns fãs de Kelly Rowland foram sonhando com, mas mesmo eles devem admitir que é um conceito inteligente."

## Alinhamento de faixas
A versão para download digital inclui apenas a versão principal de "Forever and a Day", enquanto o lançamento digital de remisturas contém uma de Mantronix e duas de Donaeo. A remistura oficial produzida por Antoine Clamaran também teve lançamento próprio.
- Download digital[11]

1. "Forever and a Day" — 3:35

- EP digital de remisturas[25]

1. "Forever and a Day" (Mantronix Remix) — 5:39
2. "Forever and a Day" (Donaeo Dub Remix) — 7:14
3. "Forever and a Day" (Donaeo Remix) — 7:14

- Remistura oficial[26]

1. "Forever and a Day" (Antoine Clamaran Remix Edit) — 3:38

## Créditos
Os créditos seguintes foram adaptados do encarte do álbum Here I Am (2011):
| Canção - Victoria Akintola — vocais de apoio - Jonas Jeberg — composição, gravação, programação (baixo eléctrico, bateria, guitarra, teclado, percussão), produção - Andre Merritt — composição, vocais de apoio - Kelly Rowland — composição, vocais principais, vocais de apoio - Samual Watters — composição | Vídeo musical - Brian Welsh — produção - Rockhard Films — companhia de produção - Dan Marks — edição - Bob Curreri — supervisão da cor - Nicole Acacio — produção executiva |

## Desempenho nas tabelas musicais
"Forever and a Day" estreou na UK Singles Chart, a tabela oficial do Reino Unido, no número 103 a 3 de Outubro de 2010. Na sua segunda semana, atingiu um novo pico no número 49, antes de ter caído para o número 61 na semana subsequente. A 23 de Outubro seguinte, "Forever and a Day" estreou na Ultratop 50 na posição 49, tendo duas semanas depois alcançado o seu pico na colocação 42. A canção também atingiu a posição 73 na Eslováquia.
| País — Tabela musical (2010)                                 | Posição de pico |
| ------------------------------------------------------------ | --------------- |
| Bélgica (Flandres) — Top 50 Singles (Ultratop)               | 49              |
| Escócia — Singles Sales Top 100 (OCC)                        | 43              |
| Eslováquia — Rádio Top 100 (FIIF)                            | 64              |
| Reino Unido — Official Singles Chart Top 100 (OCC)           | 49              |
| Reino Unido — Official Singles Downloads Chart Top 100 (OCC) | 48              |

## Histórico de lançamento
| Região        | Data                    | Formato                                                        | Editora discográfica |
| ------------- | ----------------------- | -------------------------------------------------------------- | -------------------- |
| Reino Unido   | 18 de Agosto de 2010    | Estreia mundial                                                | Universal Music      |
| Reino Unido   | 10 de Setembro de 2010  | Urban contemporary                                             | Universal Music      |
| Reino Unido   | 15 de Setembro de 2010  | Contemporary hit radio                                         | Universal Music      |
| Bélgica       | 20 de Setembro de 2010  | Download digital                                               | Universal Music      |
| Dinamarca     | 20 de Setembro de 2010  | Download digital                                               | Universal Music      |
| França        | 20 de Setembro de 2010  | Download digital                                               | Barclay              |
| Japão         | 20 de Setembro de 2010  | Download digital                                               | Universal Music      |
| Suécia        | 20 de Setembro de 2010  | Download digital                                               | Universal Music      |
| Brasil        | 22 de Setembro de 2010  | Download digital                                               | Universal Music      |
| Irlanda       | 24 de Setembro de 2010  | Download digital                                               | Universal Music      |
| Reino Unido   | 27 de Setembro de 2010  | Download digital                                               | Universal Island     |
| Austrália     | 8 de Outubro de 2010    | Download digital                                               | Universal Music      |
| Suíça         | 8 de Outubro de 2010    | Download digital                                               | Universal Music      |
| Nova Zelândia | 11 de Outubro de 2010   | Download digital                                               | Universal Music      |
| Irlanda       | 24 de Outubro de 2010   | EP digital de remisturas                                       | Universal Music      |
| Reino Unido   | 24 de Outubro de 2010   | EP digital de remisturas                                       | Universal Island     |
| França        | 15 de Novembro de 2010  | Remistura oficial                                              | Barclay              |
| França        | 18 de Novembro de 2010* | Urban contemporary, Contemporary hit radio (Remistura oficial) | Universal Music      |